# Orchha (stato)
Lo Stato di Orchha fu uno stato principesco del subcontinente indiano, avente per capitale la città di Orchha.

## Storia

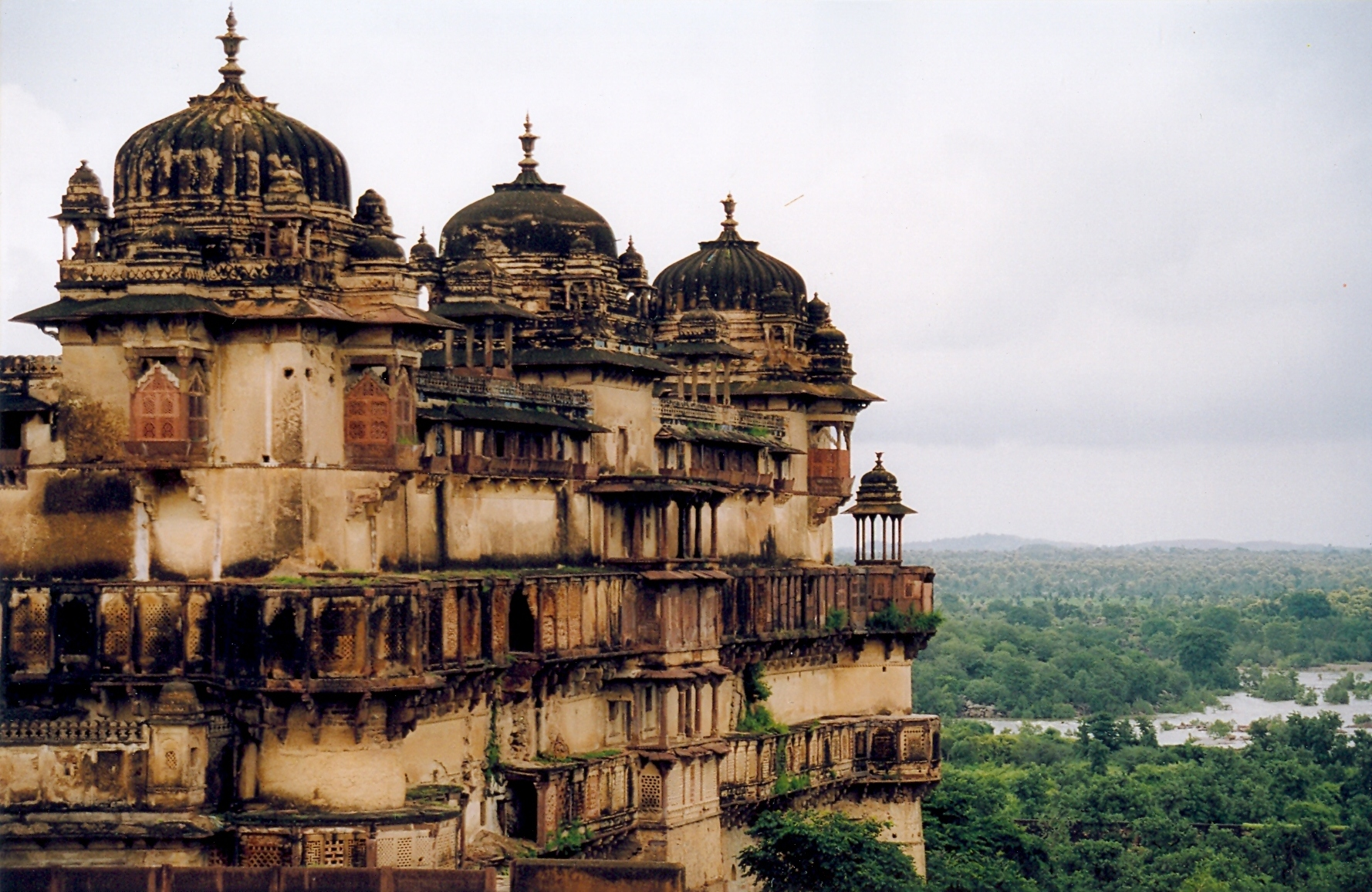
Jahangir Mahal, Orchha

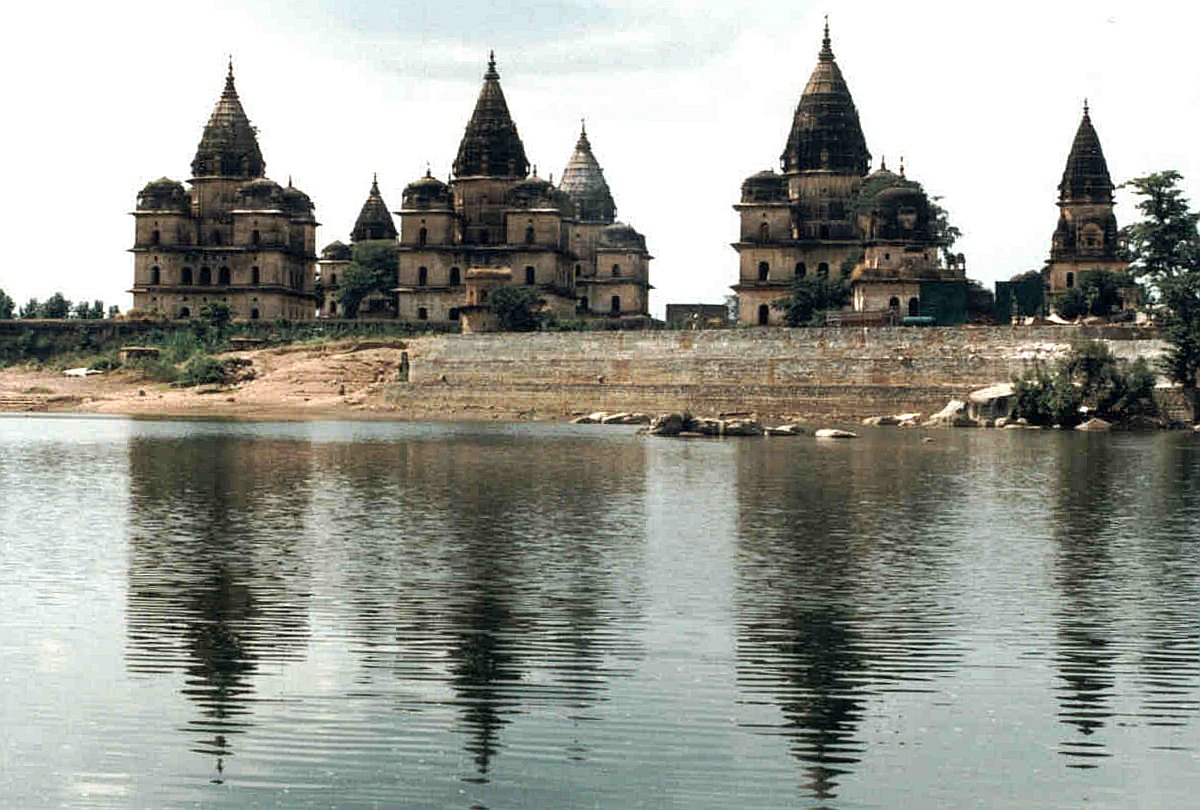
I lmemoriale della famiglia regnante di Orchha, sulla riva del fiume Betwa.

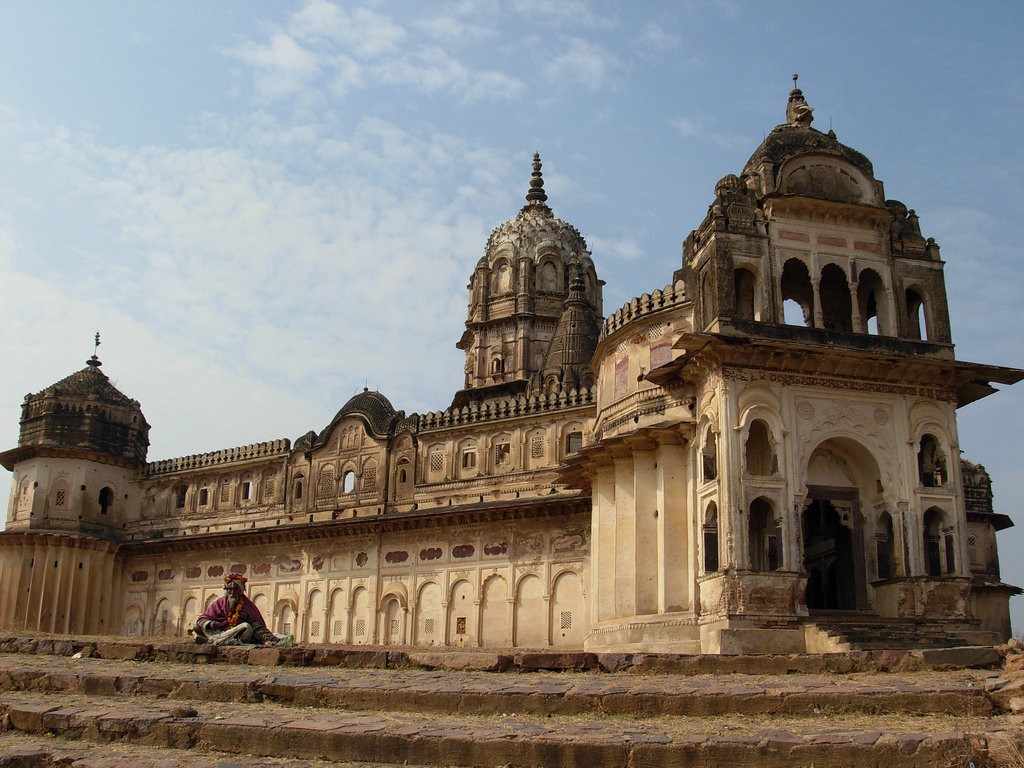
Il tempio di Lakshmi, Orchha

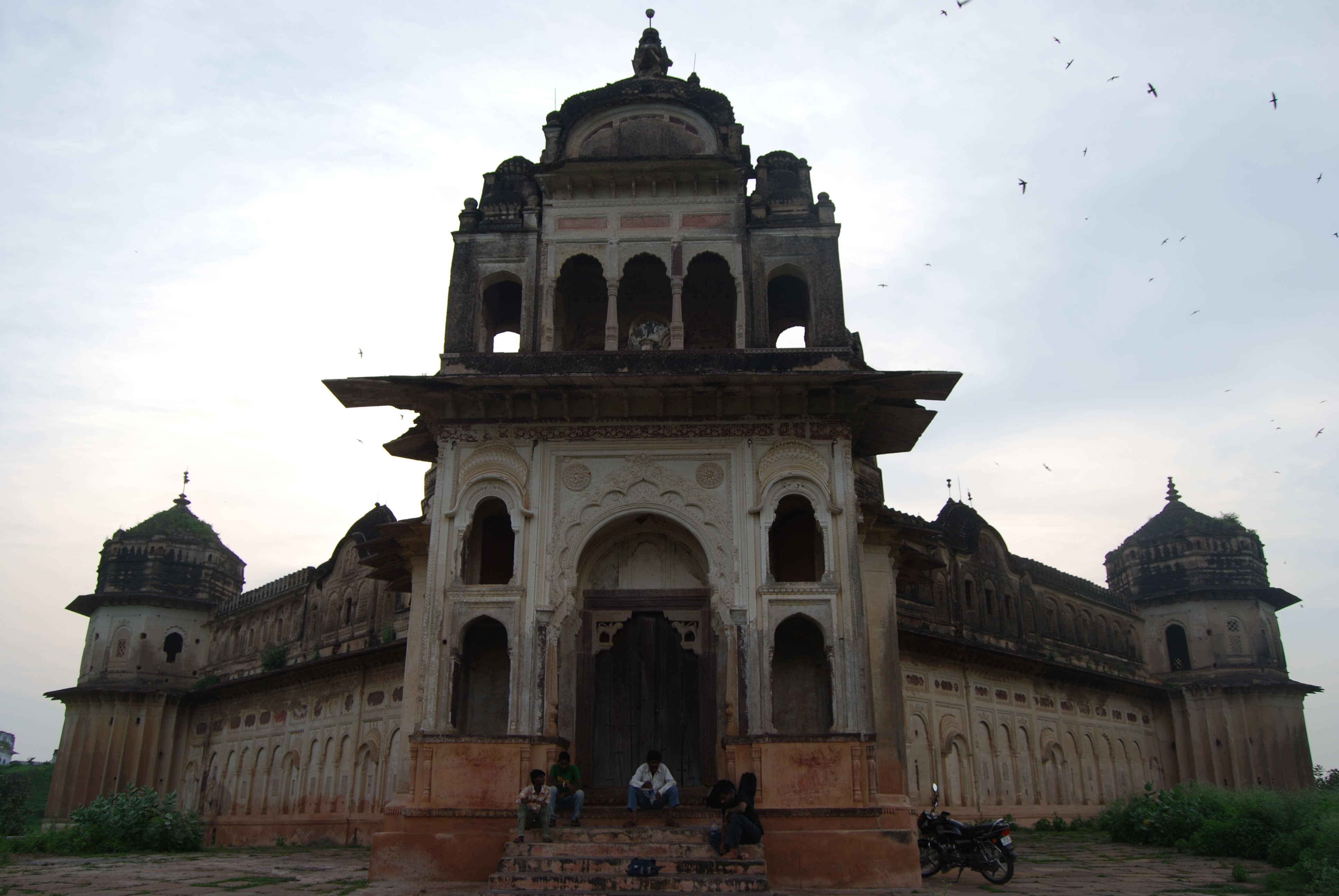
Il tempio di Lakshmi Narayan, Orchha

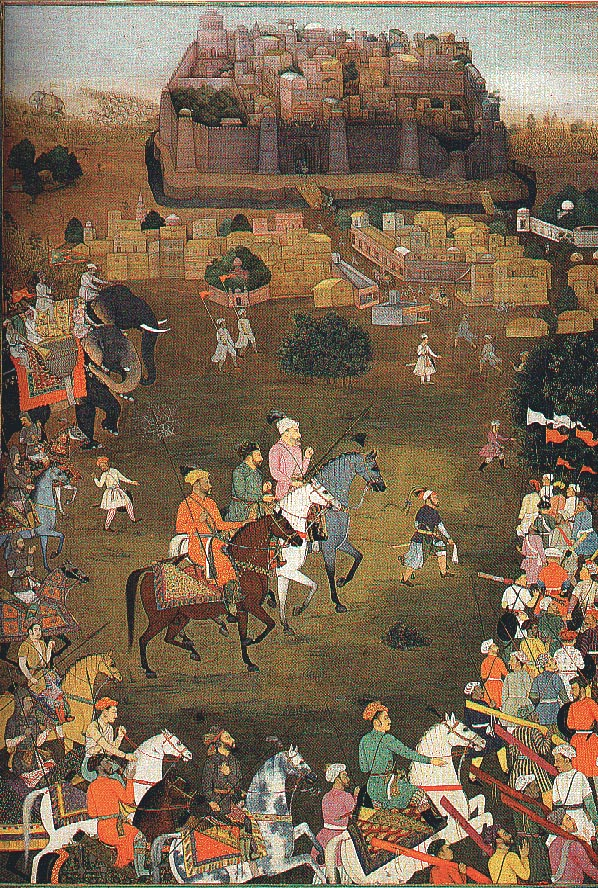
La presa di Orchha con l'invasione delle forze dell'Impero moghul (ottobre 1635)

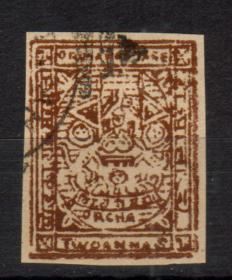
Francobollo di Orchha, 1914

Lo Stato di Orchha venne fondato nel 1501, da un capo del clan Bundela, Rudra Pratap Singh, che divenne primo re di Orchha, (r. 1501-1531) e che vi costruì il forte locale.
Durante il regno dell'imperatore moghul, Jahangir, il suo alleato, Bir Singh Deo (r. 1605-1627) regnò su questo Stato, e fu durante questo periodo che Orchha raggiunse il suo massimo periodo di splendore con monumenti come il Jahangir Mahal (costruito nel 1605 circa) ed il Sawan Bhadon Mahal.
All'inizio del XVII secolo, il raja Jujhar Singh si ribellò all'imperatore moghul Shah Jahan, le cui armate devastarono lo Stato ed occuparono Orchha dal 1635 al 1641. Orchha e Datia furono gli unici due stati e non essere soggiogati dai maratha nel XVIII secolo. Il villaggio di Tehri, a circa 52 chilometri a sud di Orchha, ridivenne la capitale dello stato nel 1783; Tehri era il sito del forte di Tikamgarh.
Hamir Singh, che governò dal 1848 al 1874, venne elevato al rango di maharaja nel 1865. Durante il suo regno le forze alleate di Orchha e Datia invasero Jhansi nel 1857 con l'intento di dividersi quel territorio una volta conquistato. Ad ogni modo essi vennero sconfitti dalle armate di Rani Lakshmibai e dei suoi alleati nell'agosto del 1857. Il maharaja Pratap Singh (n. 1854 - m. 1930), che succedette al trono nel 1874, si dedicò interamente allo sviluppo del suo Stato disegnando personalmente dei sistemi di irrigazione da realizzare nel suo territorio.
Vir Singh, successore di Pratap Singh, decise di aderire all'Unione Indiana dal 1º gennaio 1950. Lo Stato divenne così parte dello Stato di Vindhya Pradesh, unito poi a formare lo Stato di Madhya Pradesh nel 1956.

## Governanti

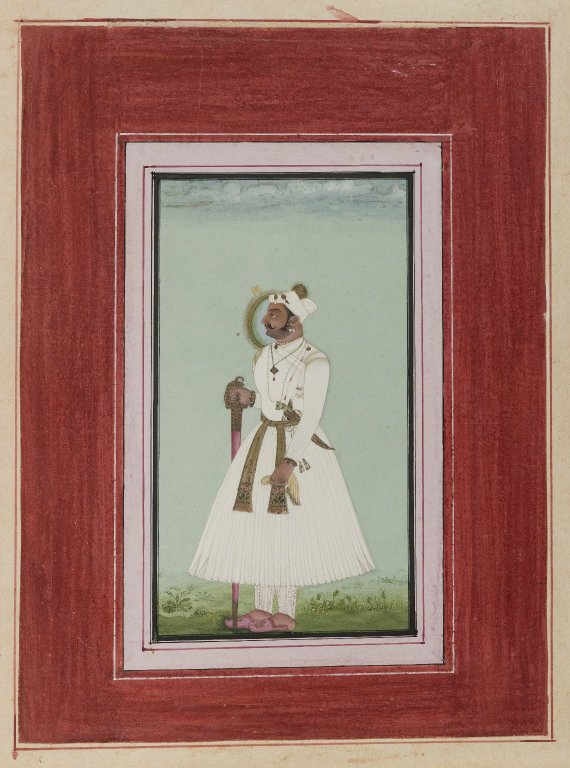
Vir Singh

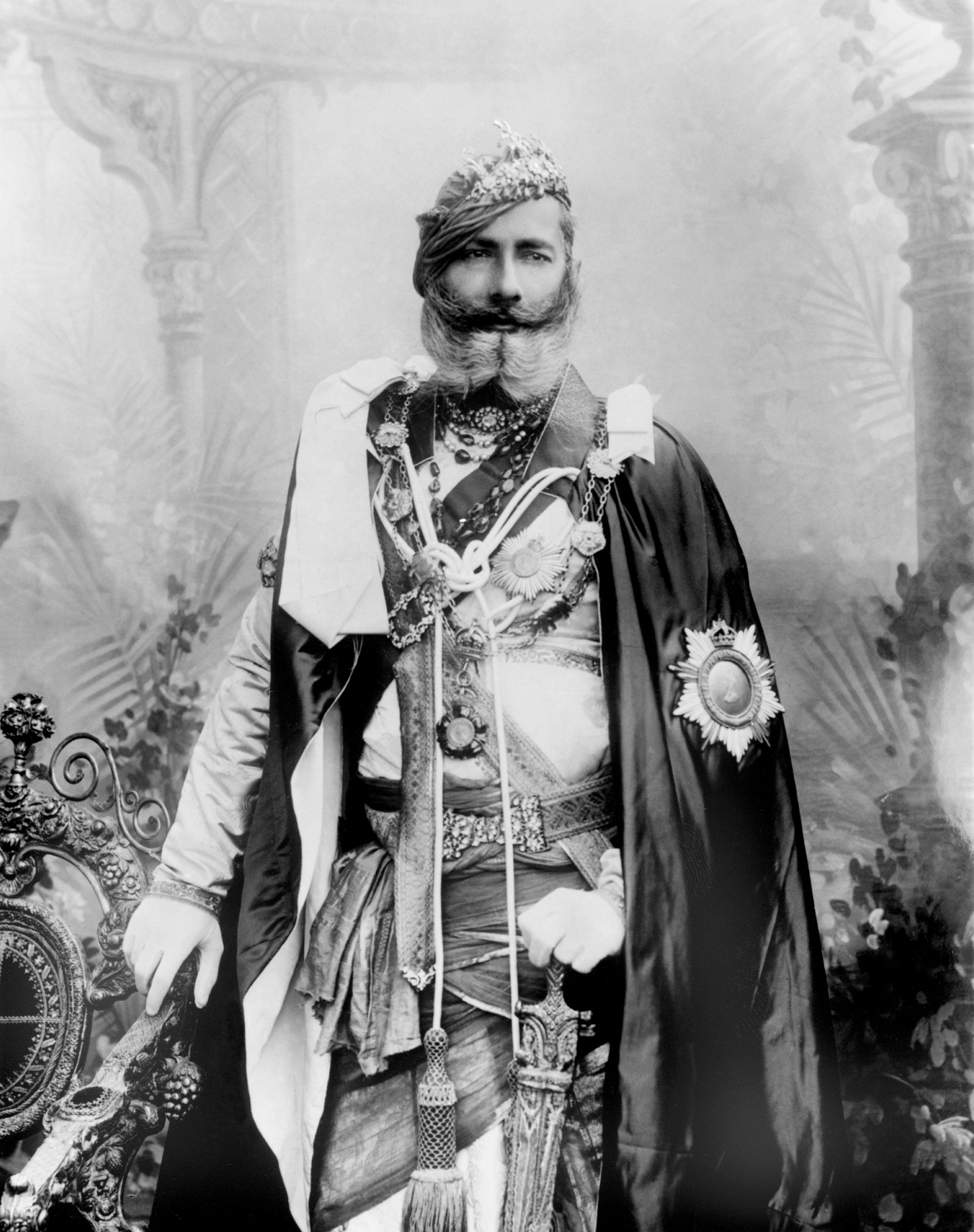
Il maharaja Pratap Singh di Orchha

### Raja
- Rudra Pratap (1501–1531)
- Bharatichand (1531–1554)
- Madhukarshah (1554–1592)
- Vir Singh Deo (Bir Singh Deo) (1592–1627)
- Jujhar Singh (1627–1636) (fratello di Hardaul Singh)
- Devi Singh (1635–1641)
- Pahar Sing (1641-1653)
- Sujan Singh (1653-1672)
- Indramani Singh (1672-1675)
- Jaswant Singh (1675-1684)
- Bhagwat Singh (1684–1689)
- Udwat Singh (1689–1735)
- Prithvi Singh (1735–1752)
- Sanwant Singh (1752–1765)
- Hati Singh (1765–1768)
- Man Singh (1768–1775)
- Bharti Singh (1775–1776)
- Vikramajit (1776–1817) m. 1834.
- Dharam Pal (1817–1834) m. 1834.
- Vikramajit (restaurato nel 1834)
- Tej Singh (1834–1841)
- Sajjan Singh (1841–1854)

### Maharaja
- Hamir Singh (raja 1854-1865, maharaja 1865-15 marzo 1874)
- Pratap Singh (giugno 1874-3 marzo 1930) n.1854, m. 1930.
- Vir Singh II (4 marzo 1930-1 gennaio 1950) n.1899, m.1956.